# Persone di nome Milan
| Questa pagina contiene informazioni ricavate automaticamente dalle voci biografiche con l'ausilio del template Bio e di un bot. L'aggiornamento è periodico e automatico e ricostruisce completamente la pagina. Se manca una persona in questa lista, sei pregato di non aggiungerla, ma accertati piuttosto che la sua voce biografica contenga il template Bio e che i dati anagrafici siano correttamente compilati. Se il template Bio manca, inseriscilo tu stesso o, in alternativa, metti l'avviso {{tmp\|Bio}} che ne segnala la mancanza. Se i dati riportati sono sbagliati, correggi direttamente la voce biografica; le modifiche saranno visibili in questa lista entro pochi giorni. Per chiarimenti vedi il progetto antroponimi. La lista contiene solo le 217 persone che sono citate nell'enciclopedia e per le quali è stato implementato correttamente il template Bio. Pagina aggiornata al 16 ott 2024. |

Questa è una lista di persone presenti nell'enciclopedia che hanno il prenome Milan, suddivise per attività principale.

## Allenatori di calcio(13)
- Milan Antolković, allenatore di calcio e calciatore jugoslavo (Zagabria, n. 1915 - † 2007)
- Milan Anđelković, allenatore di calcio e ex calciatore sloveno (Lubiana, n. 1981)
- Milan Biševac, allenatore di calcio e ex calciatore serbo (Kosovska Mitrovica, n. 1983)
- Milan Đuričić, allenatore di calcio e ex calciatore jugoslavo (Osijek, n. 1945)
- Milan Đuričić, allenatore di calcio serbo (Nova Pazova, n. 1961 - Nova Pazova, † 2022)
- Milan Ivanović, allenatore di calcio e ex calciatore jugoslavo (Sivac, n. 1960)
- Milan Máčala, allenatore di calcio e ex calciatore cecoslovacco (Biskupice, n. 1943)
- Milan Malatinský, allenatore di calcio e calciatore slovacco (Trnava, n. 1970 - † 2018)
- Milan Milanović, allenatore di calcio e ex calciatore serbo (Belgrado, n. 1963)
- Milan Obradović, allenatore di calcio e ex calciatore serbo (Belgrado, n. 1977)
- Milan Rastavac, allenatore di calcio e ex calciatore serbo (Vršac, n. 1973)
- Milan Ribar, allenatore di calcio e calciatore jugoslavo (Sarajevo, n. 1930 - Zagabria, † 1996)
- Miran Srebrnič, allenatore di calcio e ex calciatore sloveno (Nova Gorica, n. 1970)

## Allenatori di pallacanestro(2)
- Dan Earl, allenatore di pallacanestro e ex cestista statunitense (Medford Lakes, n. 1974)
- Milan Vasojević, allenatore di pallacanestro jugoslavo (Belgrado, n. 1932 - Belgrado, † 1996)

## Arcivescovi cattolici(1)
- Milan Zgrablić, arcivescovo cattolico croato (Pisino, n. 1960)

## Astronomi(1)
- Milan Antal, astronomo slovacco (Zábřeh, n. 1935 - Piešťany, † 1999)

## Attori(1)
- Milan Kňažko, attore e politico slovacco (Horné Plachtince, n. 1945)

## Bobbisti(1)
- Milan Jagnešák, bobbista slovacco (Rabčice, n. 1969)

## Canoisti(1)
- Milan Janić, canoista serbo (Bačka Palanka, n. 1957 - Belgrado, † 2003)

## Cantanti(1)
- Milan Stanković, cantante serbo (Belgrado, n. 1987)

## Cestisti(17)
- Milan Bjegojević, cestista e allenatore di pallacanestro jugoslavo (Prnjavor, n. 1928 - Belgrado, † 2003)
- Milan Bjegović, ex cestista serbo (Belgrado, n. 1981)
- Milan Blagojević, ex cestista jugoslavo (n. 1929)
- Milan Dozet, ex cestista serbo (Gospić, n. 1979)
- Milan Fráňa, cestista cecoslovacco († 1970)
- Milan Gurović, ex cestista e allenatore di pallacanestro serbo (Novi Sad, n. 1975)
- Milo Komenich, cestista statunitense (Gary, n. 1920 - Manteca, † 1977)
- Milan Majstorović, ex cestista serbo (Novi Sad, n. 1983)
- Milan Mačvan, ex cestista e politico serbo (Vukovar, n. 1989)
- Milan Medić, ex cestista jugoslavo (Sombor, n. 1961)
- Milan Merkl, ex cestista cecoslovacco (n. 1935)
- Milan Milovanović, cestista serbo (Niš, n. 1991)
- Milan Milošević, cestista bosniaco (Bileća, n. 1985)
- Milan Mlađan, ex cestista e allenatore di pallacanestro jugoslavo (Inđija, n. 1961)
- Milan Tomić, ex cestista e allenatore di pallacanestro serbo (Belgrado, n. 1973)
- Milan Voračka, ex cestista cecoslovacco (n. 1944)
- Milan Vulić, cestista serbo (Belgrado, n. 1991)

## Ciclisti su strada(2)
- Milan Fretin, ciclista su strada e pistard belga (Genk, n. 2001)
- Milan Menten, ciclista su strada belga (Bilzen, n. 1996)

## Combinatisti nordici(1)
- Milan Kučera, ex combinatista nordico ceco (Jilemnice, n. 1974)

## Compositori di scacchi(1)
- Milan Velimirović, compositore di scacchi serbo (Niš, n. 1952 - Belgrado, † 2013)

## Criminali(1)
- Milan Lukić, criminale di guerra e assassino seriale serbo (Foča, n. 1967)

## Direttori d'orchestra(1)
- Milan Horvat, direttore d'orchestra croato (Pakrac, n. 1919 - Innsbruck, † 2014)

## Dirigenti sportivi(1)
- Milan Kadlec, dirigente sportivo, ex ciclista su strada e pistard ceco (Praga, n. 1974)

## Drammaturghi(1)
- Milan Ogrizović, drammaturgo e scrittore croato (Segna, n. 1877 - Zagabria, † 1923)

## Economisti(1)
- Milan Jelić, economista, politico e dirigente sportivo bosniaco (Modriča, n. 1956 - Doboj, † 2007)

## Fondisti(1)
- Milan Šperl, ex fondista ceco (Karlovy Vary, n. 1980)

## Generali(1)
- Milan Nedić, generale e politico serbo (Grocka, n. 1878 - Belgrado, † 1946)

## Ginnasti(1)
- Milan Hosseini, ginnasta tedesco (Heilbronn, n. 2001)

## Giornalisti(1)
- Milan Pantić, giornalista serbo (Dragovo, n. 1954 - Jagodina, † 2001)

## Hockeisti su ghiaccio(9)
- Milan Bartovič, ex hockeista su ghiaccio e allenatore di hockey su ghiaccio slovacco (Trenčín, n. 1981)
- Milan Chalupa, ex hockeista su ghiaccio cecoslovacco (Oudoleň, n. 1953)
- Milan Figala, hockeista su ghiaccio e allenatore di hockey su ghiaccio cecoslovacco (Brno, n. 1955 - Essen, † 2000)
- Milan Hejduk, ex hockeista su ghiaccio ceco (Ústí nad Labem, n. 1976)
- Milan Hnilička, ex hockeista su ghiaccio ceco (Litoměřice, n. 1973)
- Milan Kajkl, hockeista su ghiaccio cecoslovacco (Plzeň, n. 1950 - Plzeň, † 2014)
- Milan Lucic, hockeista su ghiaccio canadese (Vancouver, n. 1988)
- Milan Michálek, hockeista su ghiaccio ceco (Jindřichův Hradec, n. 1984)
- Milan Nový, ex hockeista su ghiaccio ceco (Kladno, n. 1951)

## Lottatori(1)
- Milan Nenadić, lottatore jugoslavo (Petrinja, n. 1943 - Zrenjanin, † 2024)

## Mountain biker(1)
- Milan Vader, mountain biker e ciclista su strada olandese (Middelburg, n. 1996)

## Musicisti(1)
- Milan Nikolić, musicista e cantante serbo (Jagodina, n. 1979)

## Ostacolisti(1)
- Milan Trajkovic, ostacolista cipriota (Surdulica, n. 1992)

## Pallanuotisti(3)
- Milan Aleksić, ex pallanuotista serbo (Belgrado, n. 1986)
- Milan Muškatirović, pallanuotista jugoslavo (Bihać, n. 1934 - Belgrado, † 1993)
- Milan Tadić, ex pallanuotista serbo (n. 1970)

## Pallavolisti(4)
- Milan Bencz, pallavolista slovacco (Zlaté Moravce, n. 1987)
- Milan Katić, pallavolista serbo (Belgrado, n. 1993)
- Milan Pepić, pallavolista bosniaco (Tuzla, n. 1984)
- Milan Rašić, pallavolista serbo (Zaječar, n. 1985)

## Pentatleti(1)
- Milan Kadlec, pentatleta cecoslovacco (Kladno, n. 1958 - Bělá pod Bezdězem, † 2001)

## Pesisti(1)
- Milan Haborák, ex pesista slovacco (Prešov, n. 1973)

## Poeti(4)
- Milan Begović, poeta, scrittore e drammaturgo croato (Verlicca, n. 1876 - Zagabria, † 1948)
- Milan Dedinac, poeta serbo (Kragujevac, n. 1902 - Abbazia, † 1966)
- Milan Ohnisko, poeta e editore ceco (Brno, n. 1965)
- Milan Rúfus, poeta, saggista e scrittore slovacco (Závažná Poruba, n. 1928 - Bratislava, † 2009)

## Politici(14)
- Milan Aćimović, politico serbo (Pinosava, n. 1898 - Zelengora, † 1945)
- Milan Babić, politico serbo (Kukar, n. 1956 - L'Aia, † 2006)
- Milan Bandić, politico croato (Grude, n. 1955 - Zagabria, † 2021)
- Milan Čič, politico slovacco (Zákamenné, n. 1932 - Bratislava, † 2012)
- Milan Gorkić, politico e rivoluzionario jugoslavo (Sarajevo, n. 1904 - Mosca, † 1937)
- Milan Hodža, politico e giornalista slovacco (Sučany, n. 1878 - Clearwater, † 1944)
- Milan Kučan, politico sloveno (Križevci, n. 1941)
- Milan Milutinović, politico e diplomatico serbo (Belgrado, n. 1942 - Belgrado, † 2023)
- Milan Panić, politico e imprenditore serbo (Belgrado, n. 1929)
- Milan Pančevski, politico jugoslavo (Debar, n. 1935 - Skopje, † 2019)
- Milan Piroćanac, politico serbo (n. 1837 - † 1897)
- Milan Rastislav Štefánik, politico e generale slovacco (Košariská, n. 1880 - Ivanka pri Dunaji, † 1919)
- Milan Stojadinović, politico e economista jugoslavo (Čačak, n. 1888 - Buenos Aires, † 1961)
- Milan Zver, politico e sociologo sloveno (Lubiana, n. 1962)

## Rivoluzionari(1)
- Milan Ciganović, rivoluzionario serbo (Bosnia ed Erzegovina, n. 1888 - Belgrado, † 1927)

## Scacchisti(4)
- Milan Matulović, scacchista serbo (Belgrado, n. 1935 - Belgrado, † 2013)
- Milan Vidmar, scacchista e ingegnere jugoslavo (Lubiana, n. 1885 - † 1962)
- Milan Vukić, scacchista bosniaco (Sanski Most, n. 1942)
- Milan Vukčević, scacchista, compositore di scacchi e ingegnere jugoslavo (Belgrado, n. 1937 - Cleveland, † 2003)

## Schermidori(1)
- Milan Neralić, schermidore croato (Slunj, n. 1875 - Wiener Neustadt, † 1918)

## Scrittori(4)
- Milan Dekleva, scrittore, poeta e commediografo sloveno (Lubiana, n. 1946)
- Milan Kundera, scrittore, poeta e saggista cecoslovacco (Brno, n. 1929 - Parigi, † 2023)
- Milan Lajčiak, scrittore, giornalista e traduttore slovacco (Košice, n. 1926 - Bratislava, † 1987)
- Milan Rakić, scrittore serbo (Belgrado, n. 1876 - Zagabria, † 1938)

## Sovrani(2)
- Milan Obrenović II di Serbia, sovrano serbo (Kragujevac, n. 1819 - Belgrado, † 1839)
- Milan Obrenović IV di Serbia, re serbo (Manasija, n. 1854 - Vienna, † 1901)

## Storici(1)
- Milan Stanislav Ďurica, storico, teologo e traduttore slovacco (Krivany, n. 1925 - Bratislava, † 2024)

## Tastieristi(1)
- Milan Williams, tastierista statunitense (Okolona, n. 1948 - Houston, † 2006)

## Tennistavolisti(1)
- Milan Orlowski, ex tennistavolista ceco (Praga, n. 1952)

## Tennisti(2)
- Milan Holeček, ex tennista cecoslovacco (Pardubice, n. 1943)
- Milan Šrejber, ex tennista cecoslovacco (Praga, n. 1963)

## Triplisti(1)
- Milan Spasojević, ex triplista jugoslavo (Niš, n. 1950)

## Vescovi cattolici(2)
- Milan Lach, vescovo cattolico slovacco (Kežmarok, n. 1973)
- Milan Šášik, vescovo cattolico slovacco (Lehota, n. 1952 - Užhorod, † 2020)

## Senza attività specificata(2)
- Milan Martić, ex politico e poliziotto serbo (Tenin, n. 1954)
- Milan Rešetar, slavista jugoslavo (Ragusa, n. 1860 - Firenze, † 1942)